# Diaminohexan
Diaminohexan, přesněji 1,6-diaminohexan, je organická látka se vzorcem NH2(CH2)6NH2. Jedná se o jedovatou (LD50 je 792–1127 mg/kg), ve vodě rozpustnou (490 g/L při pokojové teplotě) sloučeninu, jejíž silný zápach připomíná zápach piperidinu. Diaminohexan se využívá na výrobu nylonu 6,6; proto se vyrábí ve velkém měřítku (asi 1 miliarda tun ročně).

## Výroba
Sloučenina byla poprvé připravena reakcí adiponitrilu (hexandinitrilu) s vodíkem za vzniku diaminohexanu dle této rovnice:
| NC(CH2)4CN + 4 H2 → H2N(CH2)6NH2 | \| \| \| \| \| \| \| \| |  |
|                                  |                         |  |
|                                  |                         |  |

Tato reakce probíhá v roztoku amoniaku za katalýzy železa a kobaltu. Při reakci vzniká malé množství vedlejších produktů, proto má vysokou efektivitu. Diaminohexan lze vyrábět také reakcí amoniaku a hexandiolu:
| HO(CH2)6OH + 2 NH3 → H2N(CH2)6NH2 + 2H2O | \| \| \| \| \| \| \| \| |  |
|                                          |                         |  |
|                                          |                         |  |

Další možností je adice amoniaku do molekuly 1,5-hexadienu dle této rovnice:
| CH2=CH-CH2-CH2-CH=CH2 + 2 NH3 → H2N(CH2)6NH2 | \| \| \| \| \| \| \| \| |  |
|                                              |                         |  |
|                                              |                         |  |

## Použití
Používá se na výrobu nylonu. Diaminohexan reaguje s kyselinou adipovou za vzniku molekuly polyamidu a vody.